# Drum (Chorwacja)
Drum – wieś w Chorwacji, w żupanii splicko-dalmatyńskiej, w gminie Podbablje. W 2011 roku liczyła 702 mieszkańców.